# Йоан II Велики Комнин
Йоан II Велики Комнин (на гръцки: ᾿Ιωάννης Β΄ Μέγας Κοµνηνός, ᾿Ιωάννης Κοµνηνός, Καλοϊωάννης или букв. Хубавия Йоан. ок. 1262/63 – 16 август 1297) е император на Трапезунд от юни 1280 г. до смъртта си през 1297 г. Той е най-малкият син на император Мануил I Велики Комнин и третата му съпруга Ирина Сирикина. Йоан II наследява престола, след като брат му Георги е предаден от своите архонти на планината Тавър. По време на управлението на Йоан II Велики Комнин титулът на трапезундските императори е променен – дотогава те използват традиционната титулатура на византийските императори „император и самодържец на ромеите“, но от Йоан II нататък те я променена на „император и самодържец на целия Изток, на иверийците и на отвъдморските провинции“, макар че Иверия била загубена още по време на управлението на Андроник I Гидо.
Йоан II е първият владетел на Трапезунд, от чието управление са известни повече от няколко събития, а наличната информация е достатъчна, за да се състави свързан разказ за първата част от неговото управление. Хрониката на Михаил Панарет, която често е кратка и дори загадъчна, е сравнително пълна за царуването на Йоан, а външни източници добавят допълнителни подробности към разказа на Панарет. Император Йоан II е изправен пред много предизвикателства по време на своето управление, което отчасти обяснява брака му с дъщерята на византийския император Михаил VIII Палеолог.
Тази несигурност може да обясни и единствения случай, в който двама императори на Трапезунд се появяват едновременно върху монетите на тази държава: Йоан и най-големият му син Алексий. Като изобразява сина си Алексий върху тези монети, Йоан вероятно утвърждава и избора си за свой наследник на престола.

## Управление
Йоан II е роден около 1262/63 г. Той е син на император Мануил I Велики Комнин (управлявал 1238 – 1263) и съпругата му Ирина Сирикина.
От самото начало царуването на Йоан II е белязано от нестабилност. Възцарява се през юни 1280 г., малко след като в Трапезунд достигат новините за пленяването на брат му Георги (управлявал 1266 – 1280 г.) от турците, след като бил изоставен от собствените си войски на територията на врага в планината Тавър.
Първото известно действие на Йоан II като император е през 1281 г., когато той приема посланниците на Михаил VIII Палеолог (1259 – 1282) – Георги Акрополит и свещенослужителя Ксифилин, целта на чиято мисия била да убеди Йоан II да спре да използва титулатурата „император и самодържец на ромеите“. Михаил VIII Палеолог спечелил трона на Никейската империя чрез преврат срещу младия никейски император Йоан IV Ласкарис около 20 години по-рано, след което отвоювал самия Константинопол от Латинската империя и въз основа на този си успех претендирал, че е единствен легитимен наследник на някогашните византийски императори, поради което смятал единствено себе си за достоен да използва традиционната титулатура на византийските василевси. Това не е единствената причина византийският император да гледа на Йоан II като на заплаха: някои противници на Лионската уния, сключена между Михаил VIII Палеолог и Западната църква, виждат в Йоан II Велики Комнин достоен православен кандидат за императорския престол в Константинопол. Михаил VIII Палеолог третира високопоставените членове на византийската аристокрация, които отказват да приемат унията, като заплаха за царуването си, поради което много от тях са арестувани, бичувани, ослепени или убити.
Михаил VIII Палеолог многократно се опитвал да убеди предшествениците на Йоан II да спрат да използват традиционната титла на византийските императори. Когато Акрополит и Ксифилин отправят предложението Йоан II да получи ръката на една от дъщерите на Палеолог в замяна на отказа си от наследствената титла, Йоан II категорично отхвърля това предложение. Трапезундският император отговорил, че следва прецедента, създаден от своите предшественици, и че благородниците на Трапезунд нямало да му позволят да се откаже от традиционната си титулатура.
След като Акрополит напуска Трапезунд, без да изпълни успешно мисията си, срещу Йоан II избухва бунт, предвождан от някой си Пападопул, който според Джордж Финли овладява градската крепост и взема Йоан II за свой затворник. Макар да признава, че не е „възможно да се установи участието на византийските агенти в тази афера“, Финли счита, че те вероятно са имали пръст в случая. Както посочва Финли, независимо от възможните машинации на Михаил VIII, „няма съмнение, че той [бунтът] е причината, предизвикала голяма промяна във възгледите на императора на Трапезунд и неговия двор“.
След потушаването на бунта на Пападопул, в Трапезунд пристига второ посолство на Михаил VIII, съставено от логотета на ойкиакона Димитър Ятропул и един висш архиерей, които отправили още веднъж предишното предложение на Михаил VIII. Този път Йоан II се съгласил на брака, но обяснил, че е невъзможно да се откаже от императорската титла, която е била носена от неговите предци. „Титлата василевс, пурпурните ботуши, мантиите, избродирани с орли, и преклонението на могъщите водачи на аристокрацията бяха скъпи за гордостта на гражданите на Трапезунд и ги привързваха към личността на императорите.“ След като получил клетви за искреност от Михаил VIII, Йоан II се съгласил на предложения брак. Въпреки това, когато достига до Константинопол, домакините му посъветвали Йоан II да влезе в града без пурпурните си ботуши и императорските одежди, за да прояви уважение към император Михаил VIII Палеолог, макар последният да отсъствал от града, зает с военна кампания срещу турците. В замяна на тази отстъпка Михаил VIII наградил Йоан II и с титлата деспот. Палеолог обаче починал малко след като се състояла сватбата на дъщеря му Евдокия и Йоан II.
По време на престоя на Йоан II в Константинопол грузинският цар Давид VI Нарин обсадил столицата му Трапезунд. Въпреки че цар Давид не успява да превземе града, грузинците завладеят няколко трапезундски провинции. Йоан II заминава за Трапезунд на 25 април 1283 г. заедно с новата си съпруга Евдокия Палеологина, която по това време вече била бременна с първото им дете. Малко след като Йоан II се завръща, той е изправен пред две нови заплахи за царуването си. Първата идва от по-големия му брат Георги, който се завръща в Трапезунд и прави неуспешен опит да завземе престола. Следващата заплаха се оказва полусестра му Теодора, която успява да отстрани брат си през 1284 г. и управлява за кратко време, преди да предприема „внезапно бягство“ (по думите на Михаил Панарет) от Трапезунд; Михаил Куршански предполага, че може да е намерила убежище в Триполис. След бягството на сестра му Йоан II е възстановен на престола не по-късно от 1285 г.
Панарет ни предлага някои подробности за остатъка от управлението на Йоан II. Неговият разказ за царуването на Йоан II – който възлиза на три абзаца, – завършва с изявлението, че „по време на неговото управление турците превзеха Халибия и започнаха голямо нашествие, така че всички тези места станаха обезлюдени.“
През 90-те години на века, по време на управлението на Йоан II, е построена крепостта Юние на западната граница на страната.
Йоан II умира в Лимния на 16 август 1297 г. В своето Слово Йоан Лазаропул отбелязва, че когато синът му Алексий го наследява, западната част на царството вече се намирала под силен натиск от „безбожните агаряни“ и само Керасун, част от Халибия, Ойнеон и „тринадесетте града или крепости на Лимния“ все още са под властта на империята; възможно е обаче Йоан II да е предвождал войските си срещу този враг, когато е умрял. След смъртта му тялото на императора е транспортирано до Трапезунд и е погребано в църквата Панагия Хризокефали („Златоглавата“ Богородица). Портрети на Йоан и съпругата му Евдокия можели да се видят в църквата „Св. Григорий Нисийски“ преди нейното преустройство през 1863 г. Тези портрети се отличавали с това, че одеждите на Йоан II били украсени с едноглав орел – „специалната емблема на Комнините от Трапезунд“, докато нейните одежди носели двуглавия орел на Византия.

## Външна политика
През по-късната половина от управлението на Йоан II неговата империя привлича вниманието на Запада. През по-голямата част от XIII век Трапезунд не се намира в полезрението на западните лидери: например трапезундците не участват в Лионския събор през 1274 г. Това се променя през 90-те години на века, когато папа Николай IV пише две писма през 1291 г., в които приканя Йоан II да приеме католицизма, да се присъедини към нов кръстоносен поход за възстановяване на Светите земи от мюсюлмните и да бъде пратеник на християнството при монголите. На следващата година през Трапезунд преминава едно английско посолство при монголите; Антъни Брайър отбелязва, че Йоан II не е направил много за тях, освен че им е дал назаем „своя дворцов готвач, за да покаже как се приготвят местните деликатеси на Империята“. Приблизително по това време в Трапезунд е създадена генуезка колония, вероятно още през 1290 г., тъй като английското посолство отбелязва среща с генуезкия търговец Николо д'Ория в Трапезунд, който може да е бил генуезкият консул в града. Съществуват доказателства, че през първите години на това десетилетие францисканците основават манастир в Трапезунд, който не само е служел като тяхна база за евангелизиране на Анатолия, но е осигурявал монаси, които да служат на генуезците в този град.

## Семейство и наследство
Известно е, че Йоан II има двама сина от Евдокия Палеологина:
1. Алексий II, който наследява предтола като император
2. Михаил Велики Комнин

### Цитирана литература
- Михаил Панарет(ос) от Трапезунд: Относно императорите на Трапезунд, Великите Комнини: как, кога и колко дълго е царувал всеки от тях. Ч. 1. 1204 - 1349 (Трапезундска хроника, превел от средногръцки Манолм Глишев). – Българска Наука, 28,  49 - 54, 1 юни 2010, архив на оригинала от 27 декември 2024, https://issuu.com/bgnauka/docs/bgnauka28, посетен на 23 декември 2024
- Bryer, Anthony (1964). Trabizond and Rome. – Archeion Pontou, 26
- Bryer, A. (1973). The Fate of George Komnenos, Ruler of Trebizond (1266–1280). – Byzantinische Zeitschrift, 66,  333
- Finlay, George (1851). The History of Greece and the Empire of Trebizond, (1204–1461). Edinburgh: William Blackwood
- Kuršanskis, Michel (1975). L'usurpation de Théodora Grande Comnène. – Revue des études byzantines, 33,  187 - 210, doi:10.3406/rebyz.1975.2030, https://www.persee.fr/doc/rebyz_0766-5598_1975_num_33_1_2030
- Miller, William (1969). Trebizond: The last Greek Empire of the Byzantine Era: 1204–1461, 1926. Chicago: Argonauts
- Nicol, Donald MacGillivray (1993). The Last Centuries of Byzantium, 1261 – 1453.. Cambridge University Press, ISBN 978-0521439916, http://books.google.com/books?id=y2d6OHLqwEsC
- Retowski, Otto (1974) [1911]. Die Muenzen der Komnenen von Trapezunt. Braunschweig: Klinkhardt & Biermann
- Rosenqvist, J.O. (1996). The Hagiographic Dossier of St Eugenios of Trebizond in Codex Athous Dionysiou 154. Uppsala: University Press
- ((de)) Trapp, Erich; Beyer, Hans-Veit; Walther, Rainer et al. (2001) [1976–1996]. Prosopographisches Lexikon der Palaiologenzeit, CD-ROM Version. Wien: Verlag der Österreichischen Akademie der Wissenschaften, ISBN 3-7001-3003-1, https://archive.org/details/ErichTrappProsopographischesLexikonDerPALAIOLOGENZEIT/mode/2up
- Williams, Kelsey Jackson (2006). A Genealogy of the Grand Komnenoi of Trebizond. – Foundations, 2(3). St Andrews Research Repository, 1/2007,  171 - 189, ISSN 1479-5078, https://research-repository.st-andrews.ac.uk/bitstream/handle/10023/8570/Jackson_Williams_Grand_Komnenoi.pdf?sequence=1&isAllowed=y
- Zehiroğlu, Ahmet M. (2016). Trabzon Imparatorlugu, ISBN 978-605-4567-52-2
- Vougiouklaki, Penelope (2023). John II Grand Komnenos. – Encyclopedia of the Hellenic World: Asia Minor, 27/11/2023, http://asiaminor.ehw.gr/forms/fLemma.aspx?lemmaId=9273, посетен на 22 декември 2024

|  | Тази страница частично или изцяло представлява превод на страницата John II of Trebizond в Уикипедия на английски. Оригиналният текст, както и този превод, са защитени от Лиценза „Криейтив Комънс – Признание – Споделяне на споделеното“, а за съдържание, създадено преди юни 2009 година – от Лиценза за свободна документация на ГНУ. Прегледайте историята на редакциите на оригиналната страница, както и на преводната страница, за да видите списъка на съавторите. ВАЖНО: Този шаблон се отнася единствено до авторските права върху съдържанието на статията. Добавянето му не отменя изискването да се посочват конкретни източници на твърденията, които да бъдат благонадеждни. |